# Pic de Garlitz
Pic de Garlitz – szczyt górski położony we francuskiej części Pirenejów, w departamencie Pireneje Wysokie, na terenie gminy Aragnouet.